# Camptochaeta subcamptochaeta
Camptochaeta subcamptochaeta är en tvåvingeart som först beskrevs av Werner Mohrig 1992.  Camptochaeta subcamptochaeta ingår i släktet Camptochaeta och familjen sorgmyggor.
Artens utbredningsområde är Tyskland. Inga underarter finns listade i Catalogue of Life.